# دمیتری کوزلف
دمیتری کوزلف (انگلیسی: Dmitry Kuzelev؛ زادهٔ ۱ نوامبر ۱۹۶۹) بازیکن هندبال اهل روسیه بود.